# Kutya egy nyár
A Kutya egy nyár (eredeti cím: Dog Days) 2018-ban bemutatott amerikai romantikus-vígjáték, melyet Ken Marino rendezett, valamint Elissa Matsueda és Erica Oyama írt. A főszereplők Eva Longoria, Nina Dobrev, Vanessa Hudgens, Lauren Lapkus, Thomas Lennon, Adam Pally, Ryan Hansen, Rob Corddry, Tone Bell, Jon Bass és Finn Wolfhard.
2018. augusztus 8-án adta ki az LD Entertainment, és vegyes értékeléseket kapott a kritikusoktól.
A film különféle kutyák és gazdáik egymásba fonódó életét követi végig Los Angeles különböző részein.

## Cselekménye
Egy tévés műsorvezető (Nina Dobrev) már annyira aggódik depressziós kutyája, Sam miatt, hogy elviszi egy terapeutához, aki azt javasolja, Samnek más kutyákkal kell találkoznia.
Tara barista (Vanessa Hudgens) talál egy kiskutyát a kávézó mögött, ahol dolgozik, akibe azonnal beleszeret. Amikor elviszi az állatot a New Tricks Kutyamentő Menhelyre, ahol Garrett (Jon Bass) dolgozik, felajánlja, hogy önkéntesnek jelentkezik. Nem sokkal később Garrett megtudja, hogy az épületet hamarosan eladják, ezért Tara javasolja, hogy rendezzenek adománygyűjtést.
Egy terhes nőnek kórházba kell mennie, és Charlie nevű kutyájának gondozását testvérére, Daxra (Adam Pally) bízza, aki egy olyan épületben lakik, ahol nem lehet háziállatot tartani. A férfi egy nagy, masszív dobozba teszi a kutyát, hogy becsempéssze, de amikor az ugyanabban az épületben lakó Tara látja, hogy a doboz megmozdul, azt hiszi, hogy Dax csapdába ejtett valakit.
Amikor egy férfi (Ron Cephas Jones) kutyája, Mabel elszökik és eltéved, a pizzafutár Tyler (Finn Wolfhard) felelősnek érzi magát, és felajánlja, hogy segít megtalálni.

## Szereplők
(Szereposztás mellett a magyar hangok feltüntetve)
- Eva Longoria – Grace – Pápai Erika
- Nina Dobrev – Elizabeth – Sallai Nóra
- Vanessa Hudgens – Tara – Bogdányi Titanilla
- Elizabeth Caro – Amelia – ?
- Lauren Lapkus – Daisy – ?
- Thomas Lennon – Greg – Czvetkó Sándor
- Adam Pally – Dax – Szabó Máté
- Ryan Hansen – Peter – ?
- Tone Bell – Jimmy – Varga Rókus
- Jon Bass – Garrett – Elek Ferenc
- Finn Wolfhard – Tyler – Berecz Kristóf Uwe
- Ron Cephas Jones – Walter – Kertész Péter
- Jasmine Cephas Jones – Lola – ?
- Jessica Lowe – Amy – ?
- Jessica St. Clair – Ruth – ?
- Michael Cassidy – Dr. Mike – ?
- David Wain – Wacky Wayne – ?
- Rob Corddry – Kurt – Háda János
- Tig Notaro – Danielle – ?
- John Gemberling – Ernie – ?
- Toks Olagundoye – Nina – ?
- Tony Cavalero – Stanley – ?
- Brooke Bell – Liza – ?

## Gyártás
2017 augusztusában bejelentették, hogy Ken Marino rendezi a filmet Elissa Matsueda és Erica Oyama forgatókönyve alapján, valamint Mickey Liddell, Jennifer Monroe és Pete Shilaimon közreműködésével az LD Entertainment által készült a film. 2017 szeptemberében, Finn Wolfhard, Vanessa Hudgens, Tone Bell, Adam Pally, Eva Longoria, és Jon Bass csatlakoztak a filmhez. 2017 októberében Tig Notaro, Rob Corddry, Michael Cassidy, Jasmine Cephas Jones, Ron Cephas Jones, John Gemberling, Ryan Hansen, Thomas Lennon, Lauren Lapkus, Jessica Lowe, Toks Olagundoye, Jessica St. Clair és David Wain csatlakoztak a szerepgárdához.

### Forgatás
A film forgatása 2017 októberében kezdődött Los Angelesben (Kalifornia).

## Megjelenés
A filmet 2018. augusztus 8-án adta ki az LD Entertainment.